# سرتنغ تنغ سرخ (سررود الجنوبي)
سرتنغ تنغ سرخ (بالفارسية: سرتنگ تنگ سرخ) هي قرية تقع في إيران في قسم سررود الجنوبي الريفي. يقدر عدد سكانها بـ 12 نسمة بحسب إحصاء 2016.